# Романовський Олександр Демидович
Олександр Демидович Романовський (17 лютого 1916, село Лихівка — 16 липня 1943, село Тепле, Курська область) — радянський військовик, лейтенант РСЧА, учасник німецько-радянської війни.
Командував 3-м взводом 1-го батальйону 224-го Памірського стрілецького полку, що налічував 18 осіб  і який отримав в народі прізвисько «Курські панфіловці»; кавалер ордена Вітчизняної війни I ступеня посмертно. Був разом з усім особовим складом представлений до звання Героя Радянського Союзу, однак ніхто з особового складу не отримав звання Героя.

## Біографія

### Родина
Народився 17 лютого 1916 року в селі Лихіка (за паспортними даними — Верхньодніпровський район, Дніпропетровська область, УРСР, нині Кам'янський район, Дніпропетровська область, Україна). Українець. З багатодітної селянської родини, четверта дитина з десяти (вісім синів, дві дочки). Батько — Демид Васильович Романовський (1883 — 11 квітня 1933), рядовий запасу. Мати — Ольга Юхимівна Романовська (до шлюбу Андрієнко, нар. 6 липня 1889 року), у повоєнні роки виховала кілька осиротілих дітей, нагороджена орденом «Мати-героїня» II ступеня. Батьки перебували у шлюбі з 22 жовтня 1908 року. 
Батько помер під час голодомору. Тоді ж померли і 4 брати Олександра Також в роки голодомору померли п'ятеро двоюрідних сестер, братів і дядько, рідний брат батька Олександра Романовського.
До відходу в РСЧА Олександр Романовський одружився з Клавдією Іванівною Туйовою (нар. 1921), шлюб зареєстрований 31 жовтня в Бахтинській сільській раді Семипалатинського округу Казахської РСР. У Клавдії була дочка від першого шлюбу.
Як Олександр Романовський опинився в Казахстані — невідомо.

### Військова служба
До призову в збройні сили Олександр закінчив курси і працював у колгоспі агрономом. 15 вересня 1937 року покликаний в прикордонні війська НКВС, з 13 жовтня по 28 грудня червоноармієць навчального пункту 30-го Бахтинського кавалерійського прикордонного загону НКВС. Курсант школи молодшого начскладу з 28 грудня 1937 року по 15 вересня 1938 року, далі до 9 лютого 1940 року — командир відділення в загоні. 9 лютого 1940 року отримав звання старшини, з 1 жовтня — старшина надстрокової служби загону до 18 липня 1941 року.
18 липня 1941 року старшина Романовський був направлений на курси молодших лейтенантів Вищої школи військ НКВС, отримавши звання молодшого лейтенанта по закінченні курсів 28 лютого 1942 року. З 2 березня 1942 по 16 листопада 1942 року продовжував службу в 30-му прикордонному загоні на посадах помічника начальника застави, командира комендантського взводу маневреної групи і шабельного взводу маневреної групи. Відряджений 16 листопада на укомплектування частин Окремої армії військ НКВС.

### Подвиг
Влітку 1943 року під час боїв на Курській дузі лейтенант Олександр Романовський був призначений командиром 3-го взводу 1-го батальйону 224-го стрілецького Памірського полку 162-ї стрілецької Середньоазіатської дивізії 70-ї армії. Взвод налічував 18 прикордонників з усіх загонів Казахського округу, включаючи командира. Взвод Романовського отримав наказ прикрити відхід полку в районі села Тепле Понировського району Курської області і втриматися в селі Самодуровка (нині селище Ігішево Понировского району Курської області) будь-якою ціною. Місцевість мала велике стратегічне значення для радянських військ в плані оборони, а німецькі війська просто не могли обійти цю висоту. Прикордонники повинні були триматися до підходу підкріплень з 224-го стрілецького полку.
Прикордонники взяли штурмом позицію біля Самодуровки і почали на ній закріплюватися, але німецькі війська не дали можливості прикордонникам окопатися і кинули на позиції взводу піхоту чисельністю до 200 чоловік при підтримці танків і бронетранспортерів. Взводний Романовський не мав можливості відступити, оскільки інакше оголився б фланг батальйону і тоді німці отримали б можливість атакувати з тилу. Німецькі піхотні частини просувалися потай, однак радянські війська підпустили їх ближче і потім рішучим ударом відкинули німців, незважаючи на серйозні втрати. В бою загинув помічник взводного Григорій Гайдаматченко, його місце зайняв сержант Василь Пікалов, а сам лейтенант Романовський був поранений двічі. Незабаром німецькі частини кинули в бік Самодуровки полк з танками і самохідками. Коли у червоноармійців закінчилися боєприпаси, Романовський повів бійців у контратаку в рукопашну. Солдати сміливо йшли на зближення з німцями, ведучи бої в окопах і відстрілюючись з трофейної зброї. Їх силами були підбиті три німецьких танки, а також знищено, за різними даними, від 80 до 100 і більше німецьких солдатів. У своєму останньому бою командир і всі бійці взводу загинули. Взвод лейтенанта Романовського виконав завдання, затримавши німецькі частини і не дозволивши їм просунутися далі. Сили, що підійшли на підкріплення  розбили супротивника і просунулися на два кілометри.

## Питання про нагородження
18 прикордонників були посмертно представлені до звання Героя Радянського Союзу:
1. Амельчуков Григорій Олексійович (Алтайський край)
2. Арслангереев Ільяс Акбулатович (Дагестанська АРСР)
3. Воєводін Іван Антонович (Орловська обл.), сержант, командир відділення
4. Воскобоєв Михайло Ульянович (Орловська обл.)
5. Гайдаматченко Григорій Дорофійович (Українська РСР), старший сержант, помічник командира взводу
6. Дурнаков Михайло Миколайович (Орловська обл.)
7. Ємельянов Василь Олексійович (Оренбурзька обл.), єфрейтор, снайпер
8. Єнін Анатолій Федотович (Орловська обл.)
9. Жургенов Ордалбай (Казахська РСР)
10. Золотухін Семен Єгорович (Курська обл.)
11. Іванов Степан Олександрович (Оренбурзька обл.), молодший сержант, командир відділення
12. Кокашкин Іван Миколайович (Оренбурзька обл.)
13. Новоселів Микола Опанасович (Челябінська обл.)
14. Патрихин Петро Павлович (Українська РСР)
15. Пікалов Василь Данилович (Українська РСР), сержант, командир відділення
16. Рафіков Рахман Офетакович (Оренбурзька обл.)
17. Романовський Олександр Дем'янович (Казахська РСР), лейтенант, командир взводу
18. Сендер Тимофій Панасович (Новосибірська обл.)

Нагородні матеріали пройшли всі попередні інстанції і були узгоджені останньої з них 12 листопада 1943 року, через 4 місяці з дня загибелі взводу. Однак нагородна комісія Народного комісаріату оборони та командувач Білоруським фронтом генерал армії К. К. Рокоссовський, у підпорядкуванні якого перебувала на той час 70-я армія, документи не підписали. В результаті ніхто з прикордонників так і не отримав звання Героя Радянського Союзу. Причини відмови в присвоєнні звання залишаються невідомими досі. Пізніше, вже через 8 місяців після загибелі, всі 18 осіб були нагороджені посмертно тільки орденами Вітчизняної війни I ступеня.
Керівник військово-патріотичного клубу «Прикордонник» Володимир Федорович Корольов, який займався пошуком родичів прикордонників, які загинули разом з Олександром Романовським, незадовго до 70-річного ювілею Курської битви звернувся до Президента Російської Федерації з проханням про присвоєння всім 18 прикордонникам посмертно звання Героїв Російської Федерації. Міністерство оборони Російської Федерації офіційно заявило, що присвоєння звання неможливо, оскільки нагородження повторно за здійснений подвиг не проводиться (хоча мали місце випадки, коли за один і той же подвиг через десятиліття солдатів нагороджували посмертно званнями Героя Радянського Союзу або Героя Російської Федерації).